# Schachthaken

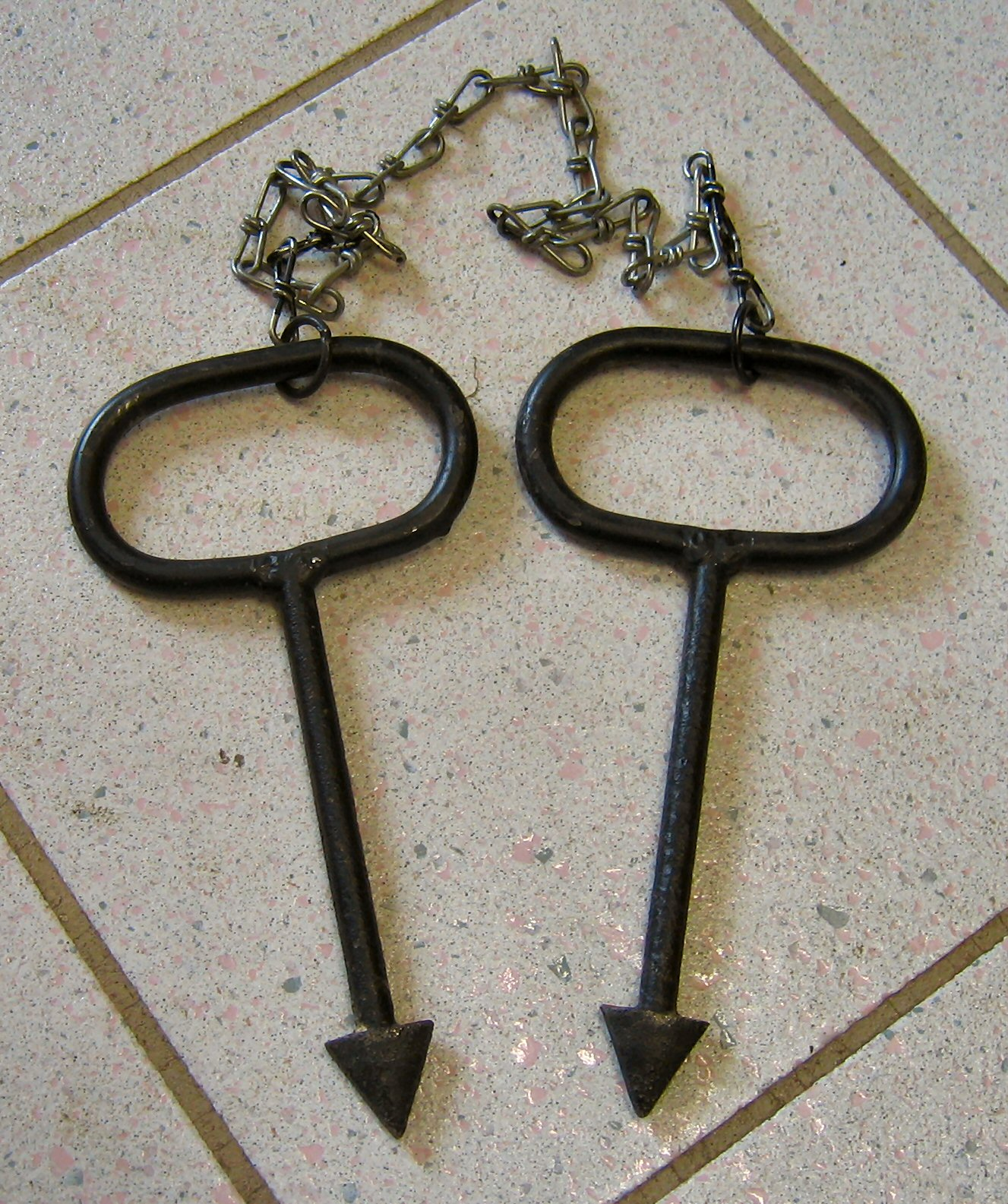
Foto zweier Schachthaken

Schachthaken sind Hilfsmittel zum Anheben und Öffnen von Schachtdeckeln. Sie werden in aller Regel paarweise eingesetzt.
Zum Anheben eines Schachtdeckels werden die Spitzen der Schachthaken in Langlöcher im Schachtdeckel eingeführt und um 90 Grad verdreht, sodass der Deckel auf den breiten Seiten der pfeilförmigen Spitzen aufliegt. Die ringförmigen Griffe erlauben dann das Anheben des Schachtdeckels.
Um den Rücken zu entlasten und weil Schachtdeckel oft schwer sind (um dem Gewicht von Lastkraftwagen und Bussen standzuhalten), werden bei Abwasserentsorgungsbetrieben andere Haken verwendet. Diese Haken haben ringförmige Griffe, um den Haken sicher greifen zu können. An diesen Ring ist ein ca. 70 bis 80 cm langer Stab angeschweißt, der ein im 90°-Winkel leicht gebogenes spitzes Ende besitzt. Dieses Ende wird wie bei dem anderen Haken in das Loch geführt, und dann wird der Deckel schräg nach oben herausgezogen (ein Drehen des Hakens ist bei runden Löchern nicht nötig).